# Michal Cimala
Michal Cimala (* 23. ledna 1975, Havířov) je český sochař a designér.

## Studia
- od roku 1989 do roku 1993: studoval na Střední uměleckoprůmyslové škole v Turnově
- od roku 1994 do 2000: Vysoká škola uměleckoprůmyslová v Praze, u profesora V. K. Nováka v ateliéru kov a šperk.
- 2006 – dosud: asistent v ateliéru sochařství na Akademie výtvarných umění v Praze, vedoucí pedagog Jaroslav Róna

## Výstavní a umělecká činnost
Po škole se zaměřil na design a sochařství. Získal stipendia v Miláně, Berlíně. Absolvoval stipendium v San Franciscu a ve Španělsku. Samostatně vystavuje od roku 2004. Dělal interiéry butiku Myrnyx tyrnyx v Praze, Hip-hop klubu v Karlových Lázních a Diskotéky v Karlových Varech. Nyní se Cimala také věnuje street artu a konceptuální tvorbě. Minulý rok, k příležitosti výročí světové výstavy Expo 58 a založení Laterny magiky, spolu s Janem Loukotou režíroval Code 58.08. Od 13. 3.- 18. 4. 2009 probíhá jeho výstava Tuzemský export v Ostravě. Michal Cimala je však také hudebníkem, spolu s Petrem Voříškem založili skupinu Roxor. Cimala pro tuto skupinu vytvořil několik originálních nástrojů.

## Dílo

### Světelné objekty

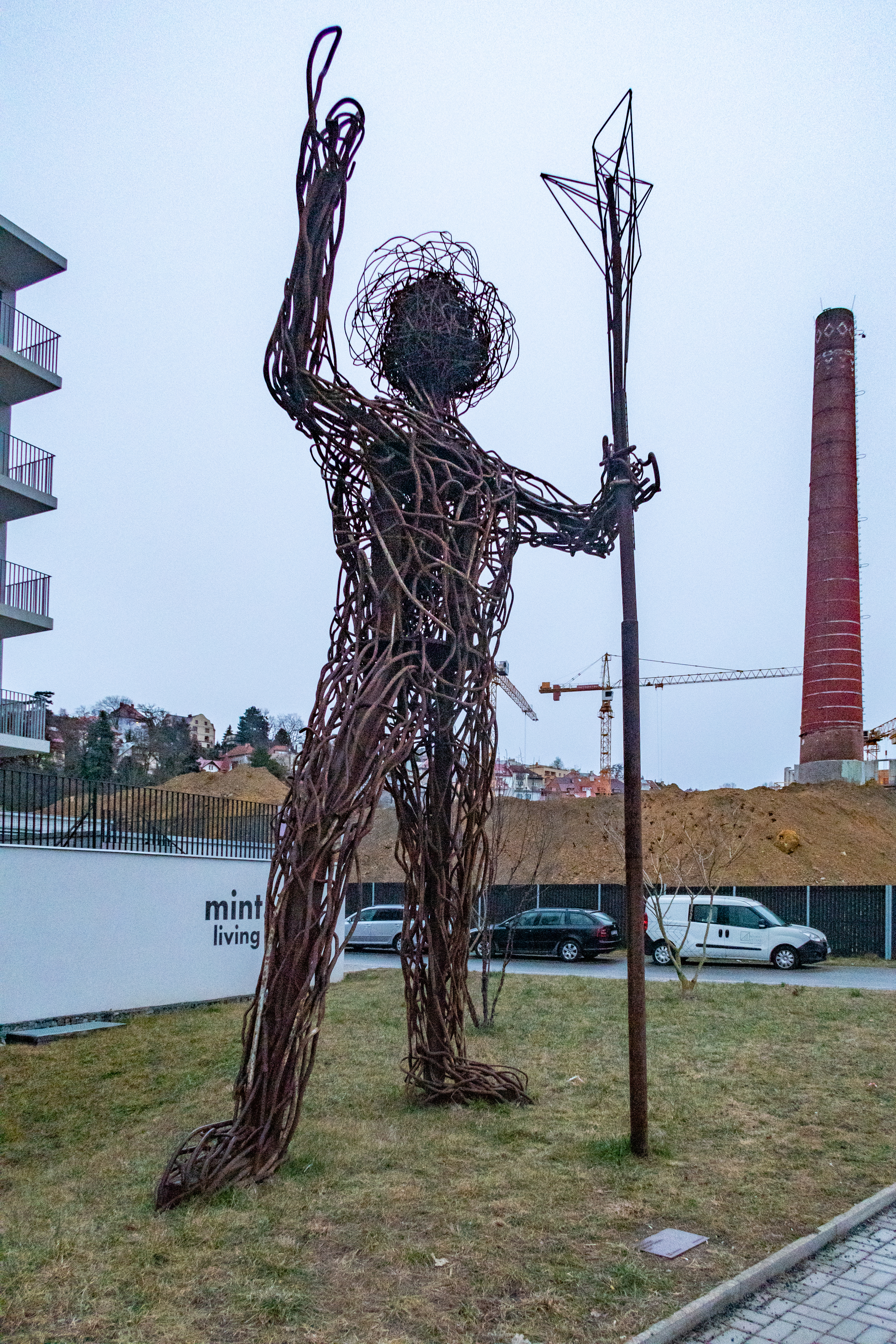
Roxorman (Praha-Vysočany)

- Roxorman (Praha-Vysočany)2004 – Manta,
- Foutain, Institut Francis, Neona
- 2005 – Helicopter
- 2006 – Cell

### Hudební nástroje
- Berlinino

### Realizace interiérů
- 2001, butik Myrnix tyrnyxd v Praze
- 2002, Hip-hop klub v Karlových Lázních
- 2003, Diskotéka v karlových Varech

## Výstavy

### Skupinové výstavy
- 1997, galerie Milenium v Tailn
- 1999, galerie Thamen & Bush v Berlíně
- 2000, galerie Exodus v Praze
- 2003, 281m, Galerie Václava Špály v Praze
- 2004, Socha a Objekt v Bratislavě
- 2005, Imprese v Rudolfinu v Praze
- 2006, Socha a objekt v Bratislavě
- 2007, AVU 18, NG veletržní palác, Praha
- 2007, 5 plus KK , Trafo galerie,Praha
- 2008, Prostor pro intuici, GHMP Dům u zlatého prstenu, Praha
- 2008, Trafo of...art, Trafo galerie ,Praha
- 2009, Věříme v krizi, Trafačka , Praha
- 2009, Ostrava ?, GVU -Ostrava

### Samostatné výstavy
- 2004, Neona, Nábřeží galerie v Praze
- 2005, Nábřeží galerie v Praze
- 2006, Galerie Via Art
- 2009, Ostrava, Nová síň, TUZEX
- 2009, Sokolov, Kostel sv.Antonína – Cityscape
- 2009, Praha, galerie NOD – Všechny moje mikiny